# 西通
西通（にしどおり）とは、青森県むつ市内の街道。

## 概要
藩政時代、下北郡田名部村から同郡川内村を経由して、同郡脇野沢村へ至る南部藩の脇街道。

名前の由来は、下北半島西部南側の陸奥湾沿岸を西通(田名部から西に向かうため)と称することによる。国道338号　田名部～脇野沢の路線に相当する。なお、現在では国道338号は脇野沢から北上し、牛滝集落付近、佐井本村、大間町に至るが、佐井村である牛滝湊以北は北通である。

脇野沢から「小舟、漁船」による海の道が日常的に用いられ、陸路の旅は一般的ではなかった。安渡湊付近、戸沢と川内の間、蠣崎と小沢の間などに山々が海岸まで迫る険しい地形のためである。
街道の各岸には田名部七湊のうち、大平、川内、脇野沢の３湊があり、諸湊と田名部代官所の連絡路として活用されていた。

## 宿場・人馬継立所
- 田名部　（青森県むつ市）
- 大平　　（ 同県 むつ市 ）
- 安渡　　（ 同県 むつ市 ）
- 大畑　　（ 同県 むつ市 ）
- 城ヶ沢　（ 同県 むつ市 ）
- 角違　　（ 同県 むつ市 ）
- 戸沢　　（ 同県 むつ市 ）
- 川内　　（ 同県 むつ市 ）
- 桧川　　（ 同県 むつ市 ）
- 宿野部　（ 同県 むつ市 ）
- 蠣崎　　（ 同県 むつ市 ）
- 小沢　　（ 同県 むつ市 ）
- 脇野沢　（青森県むつ市）

　（安政4年(1857年)2月）

## 参考資料
- 青森県史編さん近世部会『青森県史 資料編 近世篇 4 南部１ 盛岡藩』青森県、2003年3月3日。
- 『むつ市史 近世編』青森県むつ市、1988年3月31日。
- 「角川日本地名大辞典」編纂委員会『角川日本地名大辞典 2 青森県』角川書店、1985年12月1日。ISBN 4040010205。
- （有）平凡社地方資料センター『日本歴史地名大系 第2巻 青森県の地名』平凡社、1982年7月10日。ISBN 4-582-91021-1。
- 波川健治『街道の日本史 4 下北・渡島と津軽海峡』吉川弘文館、2001年7月10日。ISBN 4-642-06204-1。